# Wimpstone
Wimpstone ist ein in England gelegenes Dorf. Es befindet sich im Distrikt Stratford-on-Avon in Warwickshire. Nahe gelegene Orte sind das angrenzende Dorf Whitchurch, Preston on Stour (1,44 km nördlich), Alderminster (2 km östlich), Admington (3 km südlich) und Quinton (3,7 km westsüdwestlich).
Gleich zwei Flüsse liegen dem Dorf nahe, nämlich River Stour und River Avon.